# Pyrocypris amphiacantha
Pyrocypris amphiacantha is een mosselkreeftjessoort.